# Salangathelphusa
Salangathelphusa is een geslacht van kreeftachtigen uit de klasse van de Malacostraca (hogere kreeftachtigen).

## Soorten
- Salangathelphusa anophrys (Kemp, 1923)
- Salangathelphusa brevicarinata (Hilgendorf, 1882)